# Żuławka (województwo pomorskie)
Żuławka (niem. Klein Saalau, kaszub. Zëławkô) – wieś w Polsce położona w województwie pomorskim, w powiecie gdańskim, w gminie Pruszcz Gdański nad Kłodawą. Wieś jest siedzibą sołectwo Żuławka w którego skład wchodzi również wieś Malentyn.

## Historia
Prywatna wieś szlachecka położona była w drugiej połowie XVI wieku w powiecie gdańskim województwa pomorskiego. 
Wieś rycerska związana z Żuławą i rodem Trembeckich (1. połowa XVIII w – 1823). Inni znani właściciele wsi to: Jackowski (1570), Bąkowski (1648), Bergman (1682).
W 1454 roku na mocy przywileju króla Kazimierza Jagiellończyka osada została włączona do gdańskiego patrymonium wiejskiego i było wydzierżawiane. W 1583/84 została zanotowana jako Klein Saalau w protokole wizytacji biskupa Hieronima Rozdrażewskiego.
Po reformie administracyjnej z 1887 roku weszła w skład powiatu wiejskiego Gdańskie Wyżyny. Liczba mieszkańców wsi wynosiła: w 1905 roku – 133, w 1910 roku – 97.
W styczniu 1920 weszła w skład Wolnego Miasta Gdańska i podlegała obwodowi w Żuławie, a po wybuchu II wojny światowej wieś włączono do Rzeszy Niemieckiej.
W latach 1945–1998 miejscowość należała do województwa gdańskiego.
W 2013 we wsi powstała nowa świetlica wiejska.

## Zabytki
Znajdujący się na terenie wsi (przy drodze do Lisewca) opuszczony cmentarz ewangelicki został uporządkowany w l. 2010-11. Według danych Wojewódzkiego Urzędu Ochrony Zabytków najstarszy nagrobek tej nekropolii pochodzi z 1871, jednakże w czasie prac porządkowych jesienią 2011 odkryto tablicę, na której widnieje data 1863. 31 października 2011 r. w miejscu dawnej nekropolii odsłonięto kamień upamiętniający to miejsce oraz poświęcono krzyż.
W 2024 roku objęto ochroną rosnący na cmentarzu dąb szypułkowy o obwodzie 375 cm.
W rejonie wsi znajduje się również stanowisko archeologiczne (kurhan).
Inne hasła o nazwie Żuławka: Żuławka, Żuławy, Żuławy Wiślane, Żuławy Gdańskie, Wielka Żuława, Żuławki, Żuławka Sztumska, Żuława